# Luciano Re Cecconi
Pour les articles homonymes, voir Cecconi.
Luciano Re Cecconi, né le 1er décembre 1948 à Nerviano et mort le 18 janvier 1977 à Rome, est un footballeur international italien des années 1960 et 1970. Il évoluait au poste de milieu de terrain.

## Biographie
Luciano Re Cecconi est international italien à 2 reprises en 1974. 
Il fait partie des sélectionnés pour la Coupe du monde de football de 1974, mais il ne joue aucun match. L'Italie est éliminée au premier tour. Sa première sélection est honorée le 28 septembre 1974 à Zagreb, contre la Yougoslavie (victoire yougoslave 1-0). Sa deuxième et dernière sélection se déroule à Gênes le 29 décembre 1974 contre la Bulgarie (match nul 0-0).
Il joue dans trois clubs italiens : Pro Patria, l'US Foggia et la SS Lazio. Il remporte avec le dernier club le Championnat d'Italie de football 1973-1974.
Le 18 janvier 1977, il veut faire une farce à son ami bijoutier à Rome et mime un braqueur ; la blague tourne mal et il est abattu à bout portant d'une balle dans la poitrine.

## Clubs
- 1967-1969 :  Pro Patria
- 1969-1972 :  US Foggia
- 1972-1977 :  SS Lazio

## Palmarès
- Championnat d'Italie de football
  - Champion en 1974